# Trull de Cal Motxu
El Trull de Cal Motxu és una obra de Matadepera (Vallès Occidental) protegida com a Bé Cultural d'Interès Local.

## Descripció
Del carrer de sant Isidre s'ha considerat ambient els front edificats de cases unifamiliars, habitatges rurals, que conserven encara els trets arquitectònics essencials de la primera implantació urbana.
Les cases estan arrengleradades al carrer i comparteixen les parets mitgeres. Tenen una amplada d'un o dos cossos (uns 4 o 5 m cada un), i dues plantes d'alçada, connectades per una escala situada a la meitat de la profunditat de la casa. La façana es caracteritza per una entrada espaiosa, necessària per a les tasques agrícoles i unes finestres petites tant la dels baixos com la de la planta pis. A la part del darrere dins la mateixa parcel·la hi havia l'hort. A l'interior de la casa s'hi poden trobar les instal·lacions relacionades amb les tasques agrícoles com és el trull de cal Motxu. Conserva bona part de la maquinària i estris destinats a la producció de vi i oli.

## Història
Els habitatges del carrer de sant Isidre van formar els primers assentaments urbans de Matadepera, junt amb les del carrer de sant Joan, des del darrer terç el segle xviii. Però en aquest cas, les cases s'arrenglaran en el límit de les propietats de can Vinyers i de cal Pratginestós, configurant l'estructura d'aquest carrer. En la vorera nord comencen els establiments de l'any 1786, mentre que la vorera sud no serà fins 1858, quan Pi de la Serra estableix 68.859 pams quadrats que comprenien tota la resta del carrer sant Isidre, tirant avall fins a trobar la travessia, que ja havia estat planificada, avui carretera de Terrassa a l'Antoni Gorina (...) i Riera van construir-hi una era prop de la travessia (...) més amunt un cobert amb premsa, cups i un pou. Aquest trull, avui restaurant va ser el darrer en funcionar al nucli urbà de Matadepera, fins entrada la segona meitat del segle xx.